# Jean-Charles Snoy et d'Oppuers
Pour les articles homonymes, voir Snoy.
Jean-Charles Snoy et d'Oppuers, né à Ophain-Bois-Seigneur-Isaac, le 2 juillet 1907 et décédé à Ophain-Bois-Seigneur-Isaac (Braine-l'Alleud) le 17 mai 1991, est un homme politique belge, attaché au PSC.

## Études
Les Snoy sont originaires de Malines, où plusieurs membres ont occupé des postes élevés au Grand Conseil ou dans d'autres institutions. Fils de Philippe Snoy, le sénateur Idesbalde Snoy (1777-1840) épouse Joséphine Cornet de Grez (1785-1839) qui apporte les biens de sa famille, plus précisément le château et le domaine de Bois-Seigneur-Isaac.
Jean-Charles Snoy fait ses humanités au Collège Saint-Pierre à Uccle. Il étudie ensuite le droit, l'économie et la philosophie thomiste à l'université catholique de Louvain. Il poursuit ses études d'économie à Harvard, où il soutient, en 1932, une thèse de doctorat en sciences économiques sur la politique douanière américaine.

## Carrière
Après avoir travaillé pendant trois ans dans le secteur privé, Jean-Charles Snoy entre en 1934 au service du ministère de l'Industrie, des Classes moyennes et du Commerce extérieur, nouvellement créé pour faire face à la crise économique. En 1939, à 32 ans, il y est promu Secrétaire général. Pendant la Seconde Guerre mondiale, il suit d'abord (en mai 1940) le gouvernement belge en exil dans le midi de la France, puis, sur instruction du gouvernement, retourne en Belgique en juillet 1940. Dès le mois d'août 1940, il est démis de ses fonctions par le régime militaire allemand d'occupation.
Il rejoint, comme de nombreux jeunes intellectuels catholiques, l'initiative d'Henry Bauchau qui, avec l'appui du palais de Laeken et plusieurs officiers et candidats officiers, s'engage dans l'aventure du Service des volontaires du travail pour la Wallonie (SVTW). Dès le début, ce mouvement est marqué par un vif attachement à la patrie et à la fonction royale; il est animé de la volonté de "créer un service permettant à la jeunesse de relever la patrie de ses ruines et d’éviter de sombrer dans l’oisiveté".
Il forme plus tard, avec d'autres hauts fonctionnaires écartés comme lui, un groupe chargé de récolter des renseignements économiques et financiers pour le gouvernement belge en exil à Londres, pour la préparation de l'après-guerre. Dès la libération de Bruxelles par les troupes alliées, en septembre 1944, il reprend ses fonctions de Secrétaire général du ministère des Affaires économiques, poste qu'il occupe jusqu'à la fin de 1959. C'est dans ce cadre qu'il préside notamment la délégation belge lors de la Conférence intergouvernementale pour le Marché commun et l'Euratom. Il est l'un des négociateurs et signataires du Traité de Rome le 25 mars 1957. Après sa démission du poste de Secrétaire général en 1959, il intègre le groupe Lambert.
En mars 1968, il est élu député à la Chambre des représentants (arrondissement de Bruxelles) et devient, la même année, ministre des Finances dans le gouvernement Eyskens-Cools, poste qu'il occupe jusqu'en 1972. C'est lui qui est l'instaurateur de la TVA en Belgique.
Sa contribution à la construction européenne est solennellement reconnue par l'obtention, en 1983, du prix Robert Schuman, et par son élévation au titre de comte par le roi Baudouin, en 1982, à l'occasion du 25e anniversaire des Traités de Rome.

## Carrière politique
- 1932- : Conseiller communal.
- 1968 - 1971 : Député pour Bruxelles.
- 1968 - 1971 : Ministre des Finances.
- 1970 - 1976 : Bourgmestre d'Ophain-Bois-Seigneur-Isaac.

## Distinctions
- Grand officier de l’Ordre de Léopold
- Grand officier de l’Ordre de la Couronne
- Croix civique de première classe
- Médaille de la Résistance
- Grand-croix de l’Ordre d'Orange-Nassau
- Grand-croix de l’Ordre de la Couronne de Chêne (Luxembourg)
- Commandeur de la Légion d’honneur
- Chevalier commandeur de l'Ordre de l'Empire britannique
- Medal of Freedom (États-Unis)
- Grand officier de l'ordre du Mérite de la République fédérale d’Allemagne
- Grand officier de l’Ordre du Mérite de la République italienne
- Grand officier de l’Ordre de Georges Ier de Grèce
- Commandeur de 1re classe de l’Ordre royal de Dannebrog

## Famille
Jean-Charles Snoy est le fils du baron Thierry Snoy et d'Oppuers (1862-1930), sénateur et bourgmestre d'Ophain-Bois-Seigneur-Isaac, et de sa seconde femme, Claire de Beughem de Houtem (1879-1946). En 1935, il épousa la comtesse Nathalie d'Alcantara (1914-2007), dont il aura sept enfants, parmi lesquels Thérèse Snoy, femme politique belge membre du parti Ecolo et Bernard Snoy (né le 11 mars 1945), banquier et président de l'Association de la noblesse du Royaume de Belgique (ANRB) de 2008 à 2016.

### Archives
- F. DE KEMMETER, Inventaire des archives de la maison Snoy, Rijksarchief Brussel, 1943-1965.
- D. HESBOIS, C. VOLTERS & A. NOTEBAERT, Inventaire des archives de Jean-Charles, baron Snoy et d'Oppuers (1848-1961), Rijksarchief, Brussel, 1988.
- Bernadette DE MEYER & Jos VERHOOGEN, Inventaris van het archief Jean-Charles Snoy et d'Oppuers, 1907-1991, Leuven, Kadoc, 1995.
- M. VANDERVENNET, Inventaire des archives du ministère des Affaires économiques, secrétariat général, archives du secrétaire général Jean-Charles Snoy et d'Oppuers, 1944-1955, Rijksarchief, Brussel, 2006.